# Tachina strenua
Tachina strenua är en tvåvingeart som först beskrevs av Robineau-desvoidy 1863.  Tachina strenua ingår i släktet Tachina och familjen parasitflugor.
Artens utbredningsområde är Italien. Inga underarter finns listade i Catalogue of Life.